# Cô gái mất tích (phim)
Cô gái mất tích (tiếng Anh: Gone Girl) là một bộ phim giật gân tâm lý do David Fincher làm đạo diễn, chuyển thể từ tiểu thuyết cùng tên năm 2012 của Gillian Flynn. Các diễn viên chính tham gia trong phim bao gồm Ben Affleck, Rosamund Pike, Neil Patrick Harris, Tyler Perry, và Carrie Coon.
Lấy bối cảnh ở Missouri thuộc vùng Trung Tây Hoa Kỳ, phim kể về câu chuyện những sự kiện bí ẩn xung quanh Nick Dunne (Ben Affleck), người trở thành nghi phạm chính trong sự biến mất đột ngột của người vợ Amy (Rosamund Pike).
Bộ phim ra mắt lần đầu vào đêm mở màn Liên hoan phim New York lần thứ 52 vào ngày 26 tháng 9 năm 2014. Phim được phát hành rộng rãi tại các rạp từ ngày 3 tháng 10 và nhận được phản hồi tích cực cả về chuyên môn và thương mại. Diễn xuất của Rosamund Pike được đặc biệt ca ngợi, và cô nhận được đề cử Giải Oscar cho nữ diễn viên chính xuất sắc nhất, Giải BAFTA cho nữ diễn viên chính xuất sắc nhất, Giải Quả cầu vàng cho nữ diễn viên phim chính kịch xuất sắc nhất và Giải SAG cho nữ diễn viên chính xuất sắc nhất. Phim cũng giành 3 đề cử giải Quả cầu vàng khác bao gồm Giải Quả cầu vàng cho đạo diễn xuất sắc nhất của Fincher và Giải Quả cầu vàng cho kịch bản hay nhất của Flynn.

## Nội dung
Vào ngày kỷ niệm 5 năm ngày cưới của, giáo viên Nick Dunne (Ben Affleck) trở về nhà và phát hiện ra người vợ Amy (Rosamund Pike) của mình đã mất tích. Sự biến mất của cô được báo chí đưa tin vì Amy là nguồn cảm hứng cho những cuốn sách dành cho trẻ em "Amazing Amy" nổi tiếng của cha mẹ cô. Thám tử Rhonda Boney tìm thấy bằng chứng được che giấu về một cuộc mâu thuẫn trong nhà. Mối nghi ngờ gia tăng xung quanh Nick, người mà sự thờ ơ của anh ta được giới truyền thông giải thích là đặc điểm của một kẻ sát nhân xã hội và thậm chí gieo rắc nghi ngờ vào người chị song sinh Margot của anh.
Trong quá khứ Amy đã tiết lộ với Nick rằng "Amazing Amy" là một phiên bản hoàn thiện được tạo nên từ những thất bại của Amy thực sự. Cuộc hôn nhân của họ tan rã theo thời gian; cả hai đều mất việc làm trong cuộc suy thoái kinh tế và chuyển từ Thành phố New York đến quê hương của Nick ở Bắc Carthage, Missouri, để chăm sóc cho người mẹ đang bị bệnh của anh. Nick trở nên lười biếng và xa cách, và bắt đầu lừa dối Amy để ngoại tình với Andie, một trong những học sinh của anh ta, trong khi Amy ngày càng căm phẫn Nick vì đã bắt cô chuyển đến Missouri cùng anh ta.
Phân tích pháp y của ngôi nhà phát hiện ra những vết máu đã được làm sạch, cho thấy có khả năng xảy ra một vụ giết người. Thám tử Boney cho biết bằng chứng về những rắc rối tài chính, tranh chấp trong nước và việc Amy sẵn sàng mua súng gần đây. Các báo cáo y tế chỉ ra rằng Amy đang mang thai, trong khi Nick phủ nhận.
Amy và Nick đã chơi trò chơi truy tìm kho báu vào mỗi dịp kỷ niệm ngày cưới; Các manh mối của năm nay bao gồm những món đồ lợi dụng được mua bằng thẻ tín dụng của Nick, cũng như một cuốn nhật ký nêu bật sự cô lập ngày càng tăng của Amy và kết thúc bằng nỗi sợ hãi rằng Nick sẽ giết cô.
Amy lái xe đến một khu cắm trại ở Ozarks. Khi phát hiện ra Nick ngoại tình, cô đã vạch ra một kế hoạch phức tạp để định tội anh ta vì tội giết cô và khiến động cơ của anh ta có vẻ là vì tiền. Cô ấy đã bịa ra một cuốn nhật ký lâu năm, phát triển nó thành những lời kể sai sự thật về bạo lực vợ chồng và nỗi sợ hãi ngày càng tăng của cô ấy đối với Nick. Cô đã kết bạn với một người hàng xóm đang mang thai để kể những câu chuyện giả mạo của cô ấy về tính khí nóng nảy của Nick, và lấy trộm nước tiểu của cô ấy để làm giả kết quả mang thai. Cô đã gieo những bằng chứng xác thực về tội ác của Nick vào những manh mối của cuộc “truy tìm kho báu” để cảnh sát tìm ra. Cô ấy cũng làm máu của mình bắn ra khắp nhà bếp, và dọn dẹp nó một cách bừa bãi. Cô đoán trước rằng Nick sẽ bị tử hình vì tội giết mình, và lên kế hoạch tự sát.
Nick suy luận ra kế hoạch của Amy và thuyết phục Margot về sự vô tội của mình. Anh bay đến thành phố New York và thuê Tanner Bolt, một luật sư nổi tiếng với việc đại diện cho những người đàn ông bị buộc tội giết vợ của họ. Nick cũng gặp Tommy O'Hara, bạn trai cũ của Amy, người mà đã bị Amy buộc tội hiếp dâm một cách gian dối. Nick tiếp cận một người bạn trai cũ khác, Desi Collings giàu có, nhưng Desi đã từ chối anh.
Amy gọi cho Desi để được giúp đỡ, thuyết phục anh ấy rằng cô đã trốn chạy sự lạm dụng của Nick. Desi đồng ý giấu cô trong ngôi nhà ven hồ của mình. Sau khi Andie tiết lộ chuyện ngoại tình của họ trong một cuộc họp báo, Nick xuất hiện trên một chương trình trò chuyện tuyên bố anh vô tội và xin lỗi vì những thất bại của anh với tư cách là một người chồng, với hy vọng dụ Amy ra khỏi nơi ẩn náu. Thám tử Boney tin rằng cô có đủ bằng chứng để bắt Nick vì tội giết người, nhưng luật sư đã cho anh ta tại ngoại. Tuy nhiên, "màn trình diễn" của anh ấy khiến Amy nhận ra rằng anh ấy sẽ không bị kết tội. Lúc này Desi có ý định giữ Amy trong nhà và muốn khơi lại mối tình lãng mạn của họ. Amy sử dụng camera giám sát của Desi để giúp hiển thị anh ta đã bắt cóc và cưỡng hiếp cô, cô cắt cổ Desi khiến anh ta tử vong, và trở về nhà với Nick khi dính đầy máu của Desi, Amy đóng khung Desi là kẻ bắt cóc mình.
Thám tử Boney khám phá ra những lỗ hổng trong câu chuyện của Amy nhưng FBI đứng về phía Amy, buộc Boney phải rút lui. Amy nói với Nick sự thật và thừa nhận hành vi giết người với Desi. Nick chia sẻ điều này với Boney, Bolt và Margot, nhưng không có bằng chứng về tội lỗi của cô ấy.
Nick có ý định rời bỏ Amy, nhưng cô ấy tiết lộ rằng cô ấy đang mang thai, đã tự thụ tinh cho mình với tinh trùng của Nick được lưu trữ tại một phòng khám sinh sản. Nick phản ứng dữ dội trước sự khăng khăng của Amy rằng họ vẫn kết hôn, nhưng cảm thấy có trách nhiệm với đứa trẻ. Bất chấp sự phản đối của Margot, anh miễn cưỡng quyết định ở lại với Amy. Cặp đôi "hạnh phúc" thông báo trên một cuộc phỏng vấn truyền hình rằng họ đang mong đợi một đứa con.

## Diễn viên
- Ben Affleck trong vai Nick Dunne[5]
- Rosamund Pike trong vai Amy Elliott-Dunne, người vợ mất tích của Nick
- Neil Patrick Harris trong vai Desi Collings, bạn trai cũ của Amy
- Tyler Perry trong vai Tanner Bolt, người được uỷ quyền của Nick
- Carrie Coon trong vai Margo "Go" Dunne, chị/em sinh đôi của Nick[5]
- Kim Dickens trong vai Thám tử Rhonda Boney, điều tra trưởng vụ mất tích của Amy
- Patrick Fugit trong vai Sĩ quan James Gilpin, đồng nghiệp của Boney
- Casey Wilson trong vai Noelle Hawthorne, hàng xóm của Nick và Amy
- Missi Pyle trong vai Ellen Abbott, dẫn chương trình truyền hình cáp
- Sela Ward trong vai Sharon Schieber, dẫn chương trình truyền hình
- Emily Ratajkowski trong vai Andie Fitzgerald, chủ nhà và học sinh của Nick
- Kathleen Rose Perkins trong vai Shawna Kelly, người tình nguyện tìm kiếm
- Lisa Banes trong vai Marybeth Elliott, mẹ của Amy
- David Clennon trong vai Rand Elliott, bố của Amy
- Scoot McNairy trong vai Tommy O'Hara, bạn cùng lớp cũ của Amy
- Boyd Holbrook và Lola Kirke trong vai Jeff và Greta, một cặp đôi Amy gặp
- Cyd Strittmatter trong vai Maureen Dunne, mẹ của Nick và Margo
- Leonard Kelly-Young trong vai Bill Dunne, bố của Nick và Margo

## Phản hồi

### Doanh thu phòng vé
Tính đến 11 tháng 1 năm 2015, Gone Girl thu về 167.122.000 tại Hoa Kỳ và 190.557.000 USD tại các vùng lãnh thổ khác, đưa tổng doanh thu phim toàn cầu lên 362.679.000 USD so với kinh phí làm phim 61 triệu USD.

### Phản hồi chuyên môn
Gone Girl nhận được phản hồi rất tích cực từ các nhà phê bình. Rotten Tomatoes cho biết có 88% nhà phê bình nhận xét tích cực về bộ phim dựa trên 280 ý kiến, với điểm số trung bình 8/10. Metacritic cho bộ phim 79/100 điểm dựa trên 49 bài phê bình, và kết luận "nhìn chung là tích cực". Khảo sát khán giả của CinemaScore cho thấy người xem chấm điểm B cho phim.